# Hil renal
Hilul renal este locul de inserție al pediculului renal. El permite comunicarea mediului intern al rinichiului prin venele renale cu vena cavă inferioară. Artera aortă transportă sânge oxigenat de la inimă la toate organele, inclusiv la rinichi. Se ramifică în două artere renale și pătrunde prin hilul renal în rinichi, unde lasă sângele oxigenat la nivelul capilarelor și ia sângele neoxigenat. Sângele luat este scos din rinichi prin două vene renale, străbătând din nou hilul. Cele două vene se unesc și duc sângele neoxigenat la inimă pentru a fi reoxigenat și refolosit.